# 정승우 (1978년)
정승우(1978년 4월 10일 ~ )는 대한민국의 유중재단과 유중아트센터의 이사장이다.

## 학력
- 고려대학교 법학 학사 (2004년 졸업)
- 고려대학교 법무대학원 법학 석사 (2016년 졸업)
- 고려대학교 대학원 법학 박사 (2020년 졸업)

## 경력
- 2011년부터 현재까지 유중아트센터 이사장
- 2011년부터 현재까지 유중재단 이사장
- 2019년부터 현재까지 서초구 청년정책위원회 공동위원장
- 2019년부터 현재까지 국가안보포럼 학술협력위원장
- 2019년부터 현재까지 대구사진비엔날레 육성위원회 위원
- 2019년부터 현재까지 서초장학재단 이사
- 2018년부터 현재까지 고려대학교 법창의센터 기획운영위원
- 2017년부터 현재까지 서초지역아동센터 명예지역아동센터장
- 2017년부터 현재까지 아시아호텔아트페어 AHAF 운영위원
- 2017년부터 현재까지 한국국정관리학회 총무이사
- 2017년부터 현재까지 한국실내건축가협회 운영이사
- 2014년부터 현재까지 김포외국어고등학교 이사
- 2018년부터 2019년까지 한국판화사진진흥협회 회장
- 2017년부터 2018년까지 미국 데이턴 대학교 로스쿨 ABA 과정 수료
- 2017년 서울대학교 미술관 창의적 리더를 위한 예술문화과정 제12기 수료
- 2016년 서울대학교 미술관 창의적 리더를 위한 예술문화과정 제11기 수료
- 2012년 한국예술종합학교 최고경영자문화예술과정 제11기 수료
- 2008년부터 2010년까지 주식회사 삼미 감사실
- 2005년부터 2008년까지 대우조선해양 감사실
- 2004년 재단법인 삼미문화재단

## 논문
- 2020년 국내외 예술품 경매에서 주요 당사자의 법적 책임에 관한 연구
- 2019년 점유이탈 예술품의 국제거래에 관한 법적 연구 : 문화재를 중심으로
- 2019년 예술자품의 국제거래상 하자담보책임에 관한 법적 연구 -위작을 중심으로-
- 2016년 예술작품의 국제거래에 관한 법적 연구 : 고가 미술품의 국제거래를 중심으로